# Józef (Charkiolakis)
Józef, imię świeckie Emmanuel Charkiolakis (ur. 1955 w Sitii) – duchowny prawosławny w jurysdykcji Patriarchatu Konstantynopola, od 2008 tytularny metropolita Proikonissos, rezydujący w Pireusie. 

## Życiorys
Święcenia diakonatu przyjął w 3 czerwca 1979, a prezbiteratu 27 grudnia 1981. Chirotonię biskupią otrzymał 3 grudnia 1989. W latach 1989–2003 pełnił funkcję biskupa pomocniczego Arcybiskupstwa Australii, ze stolicą tytularną w Arianzos, a w latach 2003–2005 metropolity nowozelandzkiego.
W czerwcu 2016 r. brał udział w Soborze Wszechprawosławnym na Krecie.